# Івано-Франківська обласна організація НСПУ
Івано-франківська організація Національної спілки письменників України
Утворена 10 травня 1971 року в дні святкування сторічного ювілею Василя Стефаника. Цьому передувала діяльність в області у повоєнний час літературного об'єднання, до якого входили Дмитро Осічний, Володимир Хронович, Ольга Стрілець, Володимир Бандурак. Вручалася обласна літературна премія ім. М. Ірчана.
Організацію очолювали:
- Карпенко Микола Іванович 1971—1975
- Добрянський Павло Казимирович 1975—1990
- Дорошенко Ярослав Юрійович 1990—2003
- Добрянський Василь Васильович 2003—2009
- Бреславська-Кемінь Світлана Володимирівна 2019—2023
- Баран Євген Михайлович 2009—2019, 2023–

За сприяння осередку реалізуються проєкти: «Книга року Прикарпаття», літературно-мистецьке свято імені Квітки Цісик, літературний фестиваль «Письменницька ватра над Черемошем», конкурс для молодих поетів «Перо золотого птаха» імені С. Пушика, Франкове свято в Долині, клуб «Срібна ліра», книжковий фестиваль «Слово», книжковий фестиваль до Днів української словесності та мови, літературний фестиваль пам'яті Тараса Мельничука «Від карпатських вершин і до кряжів донецьких», міжнародний фестиваль «Галіційська літературна осінь», всеукраїнський фестиваль любовної лірики та авторської пісні про кохання «Мовою серця».
Налагоджена співпраця з Нижньосілезьким відділом (ZLP) Спілки Письменників Польщі (голова — поет, публіцист, перекладач Казімеж Бурнат). Творчість членів організації систематично висвітлюється на телеканалі «Галичина» в передачах «Моє Слово» та «За філіжанкою кави», в часописі «Буковинський журнал».
Щорічно вручаються обласні літературні премії ім. В. Стефаника та ім. Я. Дорошенко в жанрі сонета.
| Склад | Склад                                     | Склад      |
| №     | ПІБ                                       | Вступ      |
| ----- | ----------------------------------------- | ---------- |
| 1     | Андрусяк Михайло Миколайович              | 21.03.1996 |
| 2     | Андрушко Василь Іванович                  | 18.10.2018 |
| 3     | Аронець Мирослав Михайлович               | 11.02.1984 |
| 4     | Арсенич Дмитро Миколайович                | 28.02.2005 |
| 5     | Бабій Василь Іванович                     | 07.02.2011 |
| 6     | Бабій Ольга Михайлівна                    | 19.09.2000 |
| 7     | Багірова Віра Михайлівна                  | 31.10.1994 |
| 8     | Баран Євген Михайлович                    | 29.05.1997 |
| 9     | Батіг Михайло Степанович                  | 29.05.1997 |
| 10    | Близнюк Микола Іванович                   | 03.03.2017 |
| 11    | Бойчук Іван Іванович                      | 27.10.2004 |
| 12    | Бреславська-Кемінь Світлана Володимирівна | 27.10.2016 |
| 13    | Буджак Михайло Васильович                 | 31.10.2019 |
| 14    | Букатюк Олександр Миколайович             | 03.12.2015 |
| 15    | Вайно Марія Едуардівна                    | 20.06.2003 |
| 16    | Василик (Карпенюк) Любов Іванівна         | 09.12.1997 |
| 17    | Васильчук Микола Михайлович               | 29.05.1997 |
| 18    | Верес Михайло Йосипович                   | 25.04.2024 |
| 19    | Війтенко Іван Дмитрович                   | 15.10.2014 |
| 20    | Гаврилович Іван Михайлович                | 28.02.2005 |
| 21    | Ганущак Валентина Іванівна                | 29.06.2023 |
| 22    | Леся Геник (Туєшин Олександра Миколаївна) | 28.11.2024 |
| 23    | Гловацький Володимир Михайлович           | 18.10.2018 |
| 24    | Гордєєва-Мельник Мирослава Ярославівна    | 12.03.2020 |
| 25    | Гостюк Василь Андрійович                  | 15.02.2012 |
| 26    | Григорук Аделя Григорівна                 | 15.10.2014 |
| 27    | Григорчук Степан Павлович                 | 18.10.2018 |
| 28    | Гросевич Володимир Іванович               | 03.11.2012 |
| 29    | Данилюк Наталія Василівна                 | 03.03.2017 |
| 30    | Деркачова Ольга Сергіївна                 | 23.09.2010 |
| 31    | Дзюба Марія Василівна                     | 28.02.2005 |
| 32    | Дичка Надія Степанівна                    | 29.05.1997 |
| 33    | Дичук Богдан Юрійович                     | 15.02.2012 |
| 34    | Добрянський Василь Васильович             | 26.05.1993 |
| 35    | Дончук (Колесник) Лариса Федорівна        | 21.10.2005 |
| 36    | Дорошенко Ганна Степанівна                | 30.01.2001 |
| 37    | Єшкілєв Володимир Львович                 | 15.02.2012 |
| 38    | Захарчук Дмитро Васильович                | 03.12.2015 |
| 39    | Іванців Дмитро Михайлович                 | 31.10.2019 |
| 40    | Качкан Володимир Атаназійович             | 21.10.1986 |
| 41    | Киселюк Роман Михайлович                  | 15.02.2012 |
| 42    | Космач Анна Іванівна                      | 18.10.2013 |
| 43    | Лазарук Мирослав Ярославович              | 19.05.1989 |
| 44    | Лембрик Ірина Степанівна                  | 29.05.1997 |
| 45    | Лесів Василь Петрович                     | 23.03.1993 |
| 46    | Михайлищук Василь Петрович                | 12.03.2020 |
| 47    | Михайлів Любомир Львович                  | 19.09.2000 |
| 48    | Мойсишин Василь Михайлович                | 03.12.2015 |
| 49    | Монолатій Іван Сергійович                 | 19.10.2021 |
| 50    | Морозюк Володимир Карпович                | 25.12.2006 |
| 51    | Нагірняк Василь Васильович                | 08.04.2016 |
| 52    | Оробець Іван                              | 28.11.2024 |
| 53    | Павлик (Луців) Надія Дмитрівна            | 19.05.2011 |
| 54    | Паньків Роман Ількович                    | 04.04.2000 |
| 55    | Парадовська Ольга Степанівна              | 12.03.2020 |
| 56    | Пилип'юк (Диркавець) Леся Яківна          | 21.11.2000 |
| 57    | Попадюк Мирослав Петрович                 | 03.12.2015 |
| 58    | Пухта Галина Іванівна                     | 26.10.2023 |
| 59    | П'янкова Тетяна Леонідівна                | 03.03.2017 |
| 60    | Радиш Богдан Ілліч                        | 15.04.1983 |
| 61    | Рябий Василь Михайлович                   | 16.04.1992 |
| 62    | Савчин Ярослав Дмитрович                  | 03.03.2017 |
| 63    | Симчич Микола Миколайович                 | 26.03.2003 |
| 64    | Слоньовська Ольга Володимирівна           | 14.03.1989 |
| 65    | Стефурак Неоніла Василівна                | 20.04.1982 |
| 66    | Стеф'юк Іванна Іванівна                   | 16.10.2013 |
| 67    | Стринаглюк Любомир Володимирович          | 29.05.1997 |
| 68    | Тебешевська Оксана Степанівна             | 03.12.2015 |
| 69    | Ткачівська Марія Романівна                | 29.05.1997 |
| 70    | Ткачівський Ярослав Васильович            | 16.01.1997 |
| 71    | Ткачук Світлана Миколаївна                | 28.11.2024 |
| 72    | Томенчук Богдан Михайлович                | 27.04.2004 |
| 73    | Тулай Василь Михайлович                   | 08.04.2016 |
| 74    | Турелик Галина Зіновіївна                 | 16.03.1981 |
| 75    | Хороб Степан Іванович                     | 15.02.2012 |
| 76    | Христан Галина Петрівна                   | 28.02.2005 |
| 77    | Шкурган Василь Іванович                   | 15.02.2012 |
| 78    | Шмигельська Леся Василівна                | 03.12.2015 |
| 79    | Юсип Дмитро Якимович                      | 21.10.1994 |
| 80    | Ясінський Ярослав Васильович              | 15.12.2012 |
| 81    | Яхневич Орися Михайлівна                  | 26.11.1985 |

Колишні члени
| Склад | Склад                                                 | Склад      | Склад       |
| №     | ПІБ                                                   | Вступ      | Вибуття     |
| ----- | ----------------------------------------------------- | ---------- | ----------- |
| 1     | Бабій Марія Петрівна                                  | 22.01.1979 | 26.12.2018  |
| 2     | Бурнашов Геннадій Васильович                          | 10.11.1995 | 03.11.2012  |
| 3     | Гаврилюк Ігор Іванович                                | 27.09.1990 | 14.04.2021  |
| 4     | Ганущак Василь Дмитрович                              | 13.06.1995 | 10.06.2013  |
| 5     | Гриньків Дмитро Дмитрович                             | 30.01.2001 | 25.01.2012  |
| 6     | Добрянський Павло Казимирович                         | 16.03.1971 | 14.09.2011  |
| 7     | Дорошенко Ярослав Юрійович                            | 19.10.1982 | 20.03.2007  |
| 8     | Карпенко Микола Іванович                              | 1971       | 12.06.2007  |
| 9     | Князький Орест Миколайович                            | 17.02.2004 | 24.08.2024  |
| 10    | Мироненко Микола Павлович                             | 17.04.2007 | 11.08.2010  |
| 11    | Михайлюк Іван Андрійович (письменник)                 | 1971       | 28.07.1988  |
| 12    | Олійник Василь Васильович                             | 31.10.1994 | 06.02.2016  |
| 13    | Онишко Анатолій Васильович 1940—2006                  | 1998       | 16.07.2006  |
| 14    | Павліха Іван Васильович                               | 6.06.2000  | 01.07.2015  |
| 15    | Процюк Степан Васильович                              | 17.01.1995 | вийшов 2017 |
| 16    | Пушик Степан Григорович                               | 06.03.1971 | 14.08.2018  |
| 17    | Смоляк Олександр Олексійович                          | 21.02.1983 | 16.10.2016  |
| 18    | Тріщук Володимир Васильович 1944 р.н.                 | НСПУ       | вийшов?     |
| 19    | Ципердюк Іван Михайлович                              | 17.01.1995 | вийшов 2015 |
| 20    | Чир Нестор Іванович                                   | 09.12.2002 | 15.10.2014  |
| 21    | Щербатих Станіслав Іванович (Тризубий Стас) 1948-2007 | НСПУ       | 24.01.2007  |
| 22    | Ярош Ярослав Євстахійович                             | 22.01.1979 | 31.05.2019  |